# Carl Michelsen
Carl Michelsen (født 30. september 1853 i København, død 14. december 1921 i København) var guldsmed og kongelig hofjuveler.
Carl Michelsen blev født i København som søn af hofjuveler Anton Michelsen (f. 1. juli 1809 i Odense – d. 14. december 1877 i København) og Ida Johanne Cecilie Margrethe f. Hansen (f. 26. august 1815 d. 13. november 1889). Anton Michelsen, der lærte i Odense, kom 1830 til København, hvor han bl.a. arbejdede hos J.B. Dalhoff, og hvor han efter en udenlandsrejse (1837-40) etablerede sig i 1841. Han fik her en stadig voksende virksomhed, i hvilken det Dalhoffske værksted blev optaget, og han var den første danske guldsmed, der deltog i Verdensudstillingen i Paris 1855. 1848 blev han hofjuveler. Det var hans mening, at hans 2 sønner William og Carl skulle fortsætte hans forretning, den første som teknisk, den anden som merkantil leder. Men da William Michelsen, der var oplært i Paris, døde 1876, gik Virksomheden ved faderens død året efter udelukkende over til Carl Michelsen, der 1872 var blevet student fra Metropolitanskolen. Under ham blev virksomheden væsentlig udviklet, hvad han bl.a. viste på forskellige udstillinger (Malmø 1881, København 1888, Verdensudstillingen i Chicago 1893, udstillingen i Malmø 1896, i Stockholm 1897 og verdensudstillingen i Paris 1900, hvor han var kommissær, og ved de f.eks. i anledning af kong Christian IX's og dronning Louises guldbryllup (1892) og kronprins Frederiks og kronprinsesse Louises sølvbryllup (1894) med dygtig kunstnerhjælp udførte større arbejder. 1878 var han blevet ordensjuveler og i 1880 hofjuveler.
Michelsen deltog imidlertid i arbejdet for den danske industris udvikling også på anden måde end som udøvende guldsmed. 1881 blev han medlem af Industriforeningens repræsentantskab og erhvervede sig her så megen tillid, at han 1889 blev medlem af dens bestyrelse og 1890 dens formand. Det er herefter givet, at han ivrig har deltaget i alle Industriforeningens Arbejder. Han har således været medvirkende eller ledende ved Danmarks deltagelse i udstillingerne i Malmø 1881, København 1888, Chicago 1893 og Malmø 1896 og været foreningens delegerede i Fællesrepræsentationen for dansk Industri og Haandværk (fra 1882; fra 1893 formand for den københavnske Afdeling) og i Det tekniske Selskabs Skole (fra 1888); men navnlig har han været virksom for oprettelsen af Det danske Kunstindustrimuseum, indviet 1895 og åbnet 1896, hvis første formand han var 1890-98. Det kan endnu nævnes, at han fra 1882-91 var medlem af Rejsestipendieforeningens bestyrelse, at han 1882 udnævntes til medlem af Kommissionen angaaende Stempling af ædle Metaller, 1890 til medlem af Næringslovskommissionen og 1896 til medlem af Regeringskommissionen for Danmarks deltagelse i Udstillingen i Stockholm 1897.
Han sad i bestyrelsen for den danske afdeling af Alliance Française, medlem af Søllerød Kommunes Sogneråd og den første formand for Skodsborg Kommunalforening. Han var Guldsmedelavets Byggeforenings kasserer siden 1874 og Kommandør af 2. grad af Dannebrog og Dannebrogsmand.
12. maj 1880 ægtede han Ellen Margrethe Ulrich (f. 21. september 1861), datter af direktør i Den almindelige Brandforsikring for Landbygninger, justitsråd G.H.J. Ulrich og Gyrithe Christine Margrethe f. Kemp.
Carl Michelsen lod opføre en stor villa i Skodsborg. Villaen er siden revet ned, og i dag ligger boligbebyggelsen Høje Skodsborg på stedet.
Han er urnebegravet på Bispebjerg Kirkegård.